# Ana Adamec
dr Ana Adamec (1927. – Zagreb, 22. listopada 2004.), povjesničarka umjetnosti, kustosica i upraviteljica u Gliptoteci HAZU. 
Godine 1959. diplomirala je na Odsjeku za povijest umjetnosti Filozofskog fakulteta u Zagrebu. Od 1961. godine radila je na mjestu kustosa u Gliptoteci HAZU, a od 1972. do 1984. bila je upraviteljica Gliptoteke. Magistrirala je 1965. na temu života i djela Roberta Frangeša Mihanovića, a doktorirala 1990. na temu hrvatskoga kiparstva u razdoblju od 1897. do 1916. Autorica je brojnih izložaba, s posebnom usmjerenošću na kiparska iskustva od 1897. do 1916. godine, a objavila je i knjige "Hrvatsko kiparstvo na prijelomu stoljeća" i "Rudolf Valdec". Idejna je začetnice Triennala hrvatskog kiparstva, te postavljanja Meštrovićeve Povijesti Hrvata ispred Rektorata zagrebačkog Sveučilišta, Ženskog akta ispred Privredne banke i dr. 